# Mélodie
Una mélodie (pronunciación en francés: /melɔdi/ (escucharⓘ)) es una canción lírica francesa. Es el equivalente francés del Lied alemán. Las mélodies se han compuesto desde mediados del siglo XIX. Una canción, por el contrario, hace referencia a una canción popular o folclórica.

## Naturaleza
La mélodie a menudo se define por comparación con el lied. Pierre Bernac proporciona esta comparación en La Interpretación de La Canción francesa:
Debussy escribe que "la claridad de la expresión, la precisión y la concentración de la forma son cualidades peculiares del genio francés.' Estas cualidades son de hecho más notable en comparación con el genio alemán, que destacan por sus largas e inhibidas efusiones, opuestas directamente al gusto francés, que aborrece la exageración y venera a la concisión y la diversidad.
Bernac escribe que "el arte de los más grandes compositores franceses es el arte de la sugestión", en lugar de la declaración explícita de los sentimientos.
Se caracteriza por su deliberada y estrecha relación entre el texto y la melodía. Para componer o interpretar mélodies, uno debe tener un conocimiento de la lengua francesa, de la poesía francesa y dicción poética. Se han escrito numerosos libros sobre los detalles de la pronunciación francesa específicamente para mélodie cantantes, muchas veces con la transcripciones fonéticas de las canciones con más anotaciones específicas del francés de características como la liasion y la elisión.[cita requerida]

## Historia
Surgió justo antes de la mitad del siglo XIX en Francia. Aunque el lied, había alcanzado su plenitud en el siglo XIX, la mélodie se desarrolló de forma independiente de esa tradición. En cambio, bebe más directamente del anterior género de canciones en francés conocido como el romance. Estas canciones, aunque en apariencia son muy similares a la mélodie, eran entonces, comparadas con las actuales, de naturaleza más ligera y menos específico. La letra de un mélodie era más probable que fue tomado de poesía contemporánea y seria y la música era generalmente de corte más profundo. Además, aunque la mayoría de los compositores de este género eran románticos, al menos en la cronología, ciertas características de las mélodies han llevado a muchos a clasificarlas como no del todo románticas.
Algunas de las primeras mélodies fueron las de Hector Berlioz. Fue uno de los primeros en utilizar el término para describir sus propias composiciones, y su ciclo de canción de Les nuits d'été (1841) todavía se considera un ejemplo del género. El predecesor de Berlioz, Charles Gounod, es a menudo visto como el primer compositor de mélodies: su estilo compositivo evoluciona de manera imperceptible y fe forma ilustrativa del romance a la mélodie. Compuso más de 200 mélodies, con letras de poetas como Víctor Hugo y Lamartine. Su empleo de la Camarera de Atenas de Lord Byron, en inglés, es un ejemplo perfecto de un romance que se ha convertido en un mélodie.
A pesar de que muchos otros compositores, como Massenet, compusieron mélodies de forma coetánea a Gounod, un nombre que no puede ser omitido es el de Gabriel Fauré. Escribió más de 100 mélodies y ha sido llamado el Schumann francés, aunque sus estilos y temperamentos esenciales eran muy diferentes. Fauré es mejor recordado por poner música a la poesía de Paul Verlaine, incluyendo Clair de lune y la canción de los ciclos de Cinq mélodies "de Venise" y "La bonne chanson.
Un contemporáneo de Fauré, cuyo nombre se ha convertido prácticamente en sinónimo de la mélodie, aunque compuso un puñado de ellos, es Henri Duparc.
Claude Debussy y Maurice Ravel son más conocidos en la actualidad por sus composiciones instrumentales. Sin embargo, ambos compusieron decenas de mélodies que son objeto de estudio y se interpretan a menudo. Debussy destacada por su don particular de casar el texto con la música, mientras que Ravel bebe de la canción popular, en contradicción directa con la práctica común para las mélodies, transfigurando ambas formas.
Entre los contemporáneos de Ravel que se destacan particularmente por componer mélodies se citan Albert Roussel, Reynaldo Hahn y André Caplet. Aunque es más conocido como compositor para órgano, Louis Vierne escribió varias colecciones de mélodies con textos de Baudelaire, Verlaine, entre otros.
Se siguieron componiendo mélodies, aunque quizás de forma indiscutible el último gran compositor de ellos fuera Francis Poulenc, que murió en 1963. Escribió cerca de 150 mélodies de todo tipo.